# Schinus polygama
A assobiadeira (nome científico: Schinus polygama) é uma espécie de plantas da família anacardiaceae.
Schinus polygama foi descrita por Cabrera e publicado em Obra Cincuecenten. Mus. La Plata 2: 269. 1937.

## Descrição
Arvoreta de pequeno porte, perenifólia ou semidecídua, pioneira, caducifólia, heliófita, seu tronco é  curto com muitas ramificações, casca fissurada de  cor cinza-escuro. Sua copa é baixa com ramos tortuosos que apresentam espinhos, sua altura atinge até 7 metros  e seu diâmetro 20 cm.

## Distribuição
No Brasil esta espécie ocorre na Floresta ombrófila mista, de Minas Gerais ao Rio Grande do Sul.